# James Higson
James Higson (1876 – không rõ) là một cầu thủ bóng đá người Anh. Ông thường thi đấu ở vị trí tiền đạo. Ông sinh ra ở Manchester, thi đấu cho Manchester Wednesday và Manchester United.